# لويس أيفوري
لويس أيفوري (بالإنجليزية: Louis Ivory)‏ هو لاعب كرة قدم أمريكية أمريكي، ولد في 6 فبراير 1980.